# 고산식물
고산식물(高山植物)은 높은 해발 높이의 삼림한계선 위쪽에서 발생하는 고산 기후에서 자라는 식물이다. 고산 식물은 고산 툰드라대의 식물 군집락으로서 함께 성장한다. 고산 식물은 단계통 식물군이 아니다. 각기 다른 수많은 식물종들이 고산 환경에서 생존한다. 여기에는 여러해살이, 사초과, 광엽 초본, 방석식물, 이끼, 지의류가 포함된다. 고산 식물들은 고산 환경의 가혹한 환경에 순응해야 하며, 이 조건에는 낮은 기온, 건조, 자외복사선, 짧은 성장 시기를 포함한다.
일부 고산 식물들은 약용식물 역할을 한다.

## 적응
고산 식물들은 매우 높은 고도에서 생존할 수 있다. 이를테면 에베레스트산의 6,480 미터에 이끼가 있다. 벼룩이자리(Arenaria bryophylla)는 세계에서 가장 높은 곳에 있는 꽃식물이며 6,180 미터 높이에 있다.

## 같이 보기
- 고산정원
- 산지 생태계

## 참고 문헌
- Körner, Christian (2003). “Alpine Plant Life: Functional Plant Ecology of High Mountain Ecosystems”. Berlin: Springer. ISBN 978-3-540-00347-2.